# 安娜·加芙列拉·洛佩斯
安娜·加芙列拉·洛佩斯（西班牙語：Ana Gabriela López，1994年9月22日—），墨西哥女子举重运动员，2019年泛美运动会女子55公斤级铜牌得主、2022年世界举重锦标赛女子55公斤级铜牌得主。